# Cortés (departement)
Cortés je honduraský departement v severozápadní části státu. Leží na pobřeží Honduraského zálivu, sousedí s Guatemalou. Vznikl v roce 1893 vyčleněním z departementů Yoro a Santa Bárbara. Jeho sídlem je město San Pedro Sula. Departement zaujímá rozlohu 3 923 km². V roce 2013 zde žilo více než 1,5 milionu obyvatel. Většina území departementu je součástí povodí řeky Ulúa, na jihu regionu se nachází jediné přírodní jezero v Hondurasu Yojoa a přehradní nádrž El Cajón.
Cortés tvoří ekonomickou základnu celého Hondurasu. Městu San Pedro Sula se přezdívá průmyslové hlavní město, zatímco Puerto Cortés je největším přístavem na karibském honduraském pobřeží.